# توکتامیش (جیحان)
توکتامیش (توقتمش) {{ترکی|Toktamış) (به کردی: Toqtamiş) یک منطقهٔ مسکونی در ترکیه است که در جیحان واقع شده‌است.